# Juan Bruno (futbolista)
Juan Bruno (nacido en Rosario) fue un futbolista argentino; se desempeñó en el puesto de arquero y vistió la camiseta de Rosario Central.

## Carrera
Cumplió dos etapas en el cuadro auriazul. En la primera de ellas, durante la temporada 1914, fue suplente de Serapio Acosta; integró de esta manera el plantel campeón de la Copa Vila, torneo de liga de la Primera División de Rosario. En ese 1914, Rosario Central se había reintegrado a la Liga Rosarina de Fútbol junto a otros clubes con los que había protagonizado el cisma en la organización del fútbol de la ciudad en 1912, llevado a cabo en la práctica con la creación de la Federación Rosarina de Football.
Su segundo ciclo comenzó en 1917, siendo el guardavallas titular en toda la temporada, disputando la Copa Vila (nuevamente obteniendo el campeonato), las de Honor y de Competencia (ambas llegando hasta semifinales) y la Ibarguren (cayendo en la final ante Racing Club 3-2). Durante 1918, su último año en la primera centralista, compartió el puesto con Serapio Acosta y Manuel Fernández. Acumuló en su carrera por Central un total de 29 presencias, ganando tres títulos.

## Clubes
| Club            | País      | Año            |
| --------------- | --------- | -------------- |
| Rosario Central | Argentina | 1914/1917-1918 |

## Palmarés
| Equipo          | País      | Título    | Año  |
| --------------- | --------- | --------- | ---- |
| Rosario Central | Argentina | Copa Vila | 1914 |
| Rosario Central | Argentina | Copa Vila | 1915 |
| Rosario Central | Argentina | Copa Vila | 1917 |